# 由岐インターチェンジ
由岐インターチェンジ（ゆきインターチェンジ）は、徳島県海部郡美波町田井の阿南安芸自動車道（日和佐道路）のインターチェンジである。名称は公募により決定した。
2007年5月12日に由岐IC - 日和佐出入口間が開通し、徳島県において初の地域高規格道路のインターチェンジとなった（ただし既設道路を地域高規格道路に指定した区間である末広大橋の昭和町出入口を除く）。
県南地域初かつ無料区間のインターチェンジであるためか、開通当初、由岐IC方面車線の出口から進入し逆走してしまう車両が何台も現れたため、入口へ誘導する看板や道路表示が目立つように設置されている。また、上りのとき当ICでうっかり下りてしまったとき本線に復帰するときすぐの直進進入は禁止になっているので、大きく由岐インターチェンジ出入口（下記写真の場所）へ迂回しないといけない。

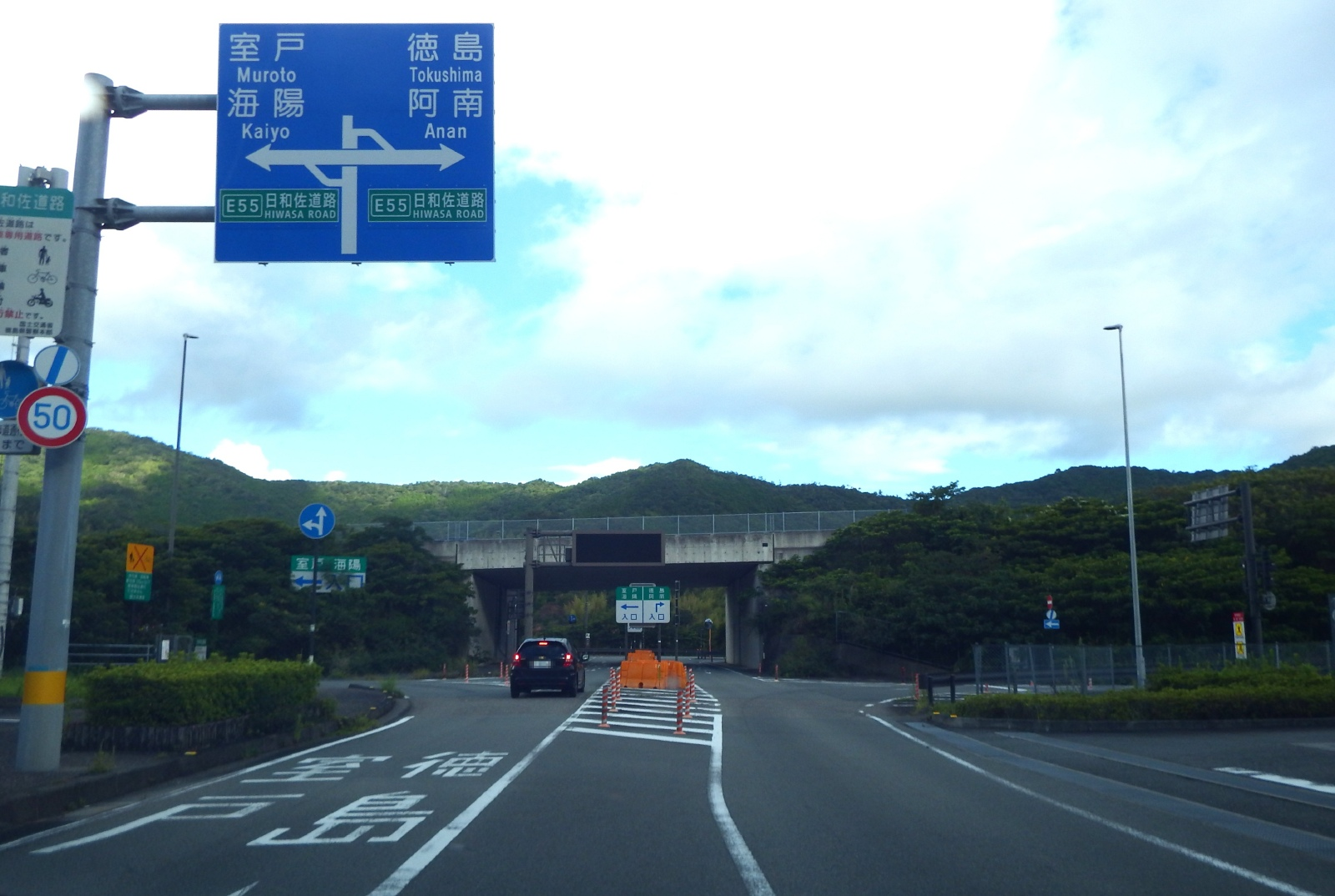
徳島市方面のとき手前を右折してしまうと逆走になるので要注意

## 歴史
- 2007年（平成19年）5月12日：由岐IC - 日和佐出入口間開通に伴い、供用開始[2]。
- 2011年（平成23年）7月16日：小野IC - 由岐IC間開通[2]。

## 周辺
- 由岐駅（JR四国・牟岐線）
- 美波町役場由岐支所（旧・由岐町役場）

## 接続する道路
- 直接接続
  - 徳島県道194号由岐港線

## 料金所
無料区間のため、料金所は設置されていない。

## 隣
E55 阿南安芸自動車道（日和佐道路）
小野IC - 由岐IC - 日和佐出入口